# Carrie Hamilton
Carrie Louise Hamilton (New York, 5 december 1963 – Los Angeles 20 januari 2002) was een Amerikaanse actrice en scenarioschrijfster.

## Biografie
Hamilton was een dochter van Carol Burnett en had twee zussen en een stiefzus.
Hamilton studeerde aan het Pepperdine-universiteit in Malibu (Californië) muziek en acteren. Zij was begonnen met acteren in 1985 met de film Love Lives On. Hierna heeft ze nog meerdere rollen gespeeld in televisieseries en televisiefilms zoals Fame (1986-1987). 
Hamilton had in 2001 een script geschreven voor de film Lunchtime Thomas, hiervoor won ze een Women in Film Award op een Latino Film Festival.
Hamilton heeft ook opgetreden in het theater, met haar moeder in de musical On More Time. Hierna speelde ze in het stuk Hollywood Arms wat in première ging in april 2002 in Chicago. 
In de jaren tachtig was Hamilton verslaafd geweest aan drugs en was ook weer afgekickt, over deze ervaringen heeft ze veel gesproken in het openbaar. Hamilton was lid van de muziekgroep Big Business. Hamilton was van 1994 t/m 1998 getrouwd. Carrie Hamilton is in 2002 overleden aan long- en hersenkanker in Los Angeles op achtendertigjarige leeftijd.

## Filmografie[8]

### Films
- 1992 Cool World – als caissière boekenwinkel
- 1991 A Mother's Justice – als Debbie
- 1990 Checkered Flag – als Alex Cross
- 1989 Single Women Married Men – als April Clay
- 1989 Shag – als Nadine
- 1988 Tokyo Pop – als Wendy Reed
- 1988 Hostage – als Bonnie Lee Hopkin
- 1985 Love Lives On – als Kathy

### Televisieseries
Uitgezonderd eenmalige gastrollen.
- 1995 Walker, Texas Ranger – als Mary Beth McCall – televisieserie (2 afl.)
- 1986 – 1987 Fame – als Reggie Higgins – televisieserie (39 afl)